# Санкост Естејтс (Флорида)
Санкост Естејтс (енгл. Suncoast Estates) насељено је место без административног статуса у америчкој савезној држави Флорида.

## Демографија
По попису из 2010. године број становника је 4.384, што је 483 (-9,9%) становника мање него 2000. године.
| Група             | 2000.         | 2010.         |
| Белци             | 4.468 (91,8%) | 3.766 (85,9%) |
| Афроамериканци    | 31 (0,6%)     | 41 (0,9%)     |
| Азијати           | 11 (0,2%)     | 21 (0,5%)     |
| Хиспаноамериканци | 285 (5,9%)    | 443 (10,1%)   |
| Укупно            | 4.867         | 4.384         |